# واچه دوم
واچه دوم نهمین اران‌شاه اشکانی در حدود ۴۴۰ تا ۴۶۲ میلادی بود. او پسر و جانشین ازواهن (حک. ۴۱۵–۴۴۰) بود. مادر او دختر شاهنشاه یزدگرد دوم ساسانی (حک. ۴۳۸–۴۵۷) بود و خود او نیز با خواهر یا برادرزاده شاهنشاه پیروز یکم (حک. ۴۵۹–۴۸۴) ازدواج کرد.